# Nevele Pride
Nevele Pride, född 1965, död 19 februari 1993 i Lexington i Kentucky, var en amerikansk travare som tävlade mellan 1967 och 1969. Han blev den fjärde hästen som lyckades vinna Triple Crown of Harness Racing for Trotters. Han sprang in 873 350 dollar på 67 starter, varav 57 segrar. Han utsågs till American Harness Horse of the Year tre år i rad (1967-69). Han kördes, tränades och ägdes av Stanley Dancer.

## Bakgrund
Nevele Pride var efter hingsten Star's Pride och undan stoet Thankful. Stanley Dancer såg Nevele Pride för första gången på en gård i Pennsylvania 1966, och köpte honom för 20 000 dollar. Han hette då Thankful’s Major, men döptes senare om till Nevle Pride. 
Hästen delägdes av Nevele Acres och Louis Resnick från Ellenville, New York. Nevele Pride tyckte bland annat om varmkorv, öl och cigaretter, som han åt istället för att röka.
Nevele Pride gjorde sitt sista lopp i tävlingskarriären den 17 oktober 1969 på Monticello Raceway. Under tävlingskarriären sprang han totalt in 873 350 dollar, vilket då gjorde honom till den tredje vinstrikaste sulkyhästen efter franska travaren Roquépine och amerikanska passgångaren Su Mac Lad.
Som avelshingst stod han på Stoner Creek Stud i Paris, Kentucky.
Nevele Pride avled den 19 februari 1993 i Lexington i Kentucky, och begravdes på Stoner Creek Stud, bredvid passgångshästen Meadow Skipper och galopphästen Count Fleet.
1994 valdes Nevele Pride in i United States Harness Racing Hall of Fame.
Men han var inte bara känd för sina prestationer. Han hade ett ruskigt temperament, vilket han troligtvis ärvt från sin mor. Vid hans hage fanns det till och med en skylt där det stod 
”Warning – Nevele Pride bites” för att varna ovetande besökare. 

## Karriär
Nevele Prides stora genombrott kom under treåringssäsongen 1968, då han segrade i Hambletonian Stakes, Yonkers Trot och Kentucky Futurity. Han blev därmed den fjärde hästen att vinna Triple Crown of Harness Racing for Trotters. I Kentucky Futurity satte han världsrekord för travare över två heat.
Som fyraåring segrade han med fem längder i Realization Trot på Roosevelt Raceway, och satte världsrekord över distansen 1 1⁄16 miles (1 710 m) med tiden 2:07.4 (1.14,8). Nevele Pride satte även världsrekord över distansen 1 mile (1 609 m) på Indiana State Fairgrounds. Till hjälp hade han tre galopphästar för att hålla uppe farten, och kom i mål på tiden 1:54.4 (1.11,4).